# 暗号文書 (黄金の夜明け団)
暗号文書（あんごうぶんしょ）は、火・空気・水・土という四元素に対応する秘儀参入の儀式の概要を含む60枚の文書である。文書の中のオカルト入門書は、19世紀中頃まで西洋で知られていた古典的な魔法理論と寓意の概要であり、 西洋の隠秘学結社の全般的なモデルを作成するために組み合わされて、そして魔術的な象徴の教育の位階構造の流れの概要が順序立てられて書かれていた。それは黄金の夜明け団(GD団)の組織構造を作るために使われた。

## 文書の概要
文書は、1809年を示す透かしが入ったコットン紙の上に黒インクで描かれている。  文自体は単純な換字式暗号で右から左に書かれた分かりやすい英語であり、 数字は"Alef"=1、"Bet"=2のようにヘブライ文字に置き換えられた。 文中のところどころに図の原画、魔術道具、タロットカードが載せられている。 最後の1ページはフランス語とラテン語に転写されている。 
暗号は、占星術、タロット占い、ジオマンシーと錬金術を含む、カバラとヘルメス主義的魔術についての一通りの魔術教育の概要と、段階的儀式の一連の概略について書かれている。 それはまた様々な魔術道具のいくつかの図表と原図を含んでいる。 暗号文書は、GD団の儀式と知識の講義の基礎となった。 
文書に記載されている実際の資料自体は当時既に知られていたものだった。 ヘルメス思想、錬金術、カバラ、占星術、タロットは確かに19世紀の魔術学者には知られていた。 暗号は、以前から知られていた魔術的伝統の概要である。 儀式の基本的な構造と位階の名前は、薔薇十字団系の教団の英国薔薇十字協会(SRIA)とドイツ薔薇十字団のものと酷似していた。

## 文書発見の流れ
SRIAに加盟していて、GD団の創設者の一人でもあるロンドン副検視官のウィリアム・ウィン・ウエストコットは、彼の友人であるウッドフォード牧師から文書を受け取ったと主張した。AFAウッドフォード は有名なフリーメイソンの学者であるケネスR.H.マッケンジーの同僚だった。  1886年のマッケンジー死後、マッケンジーの師匠であるフレデリック・ホックレーの他の所持品と共にこの文書はウェストコットによって保護されており 、そして1887年9月までにその文書はウェストコットによって解読された。 
文書には、ウェストコットが文章の内容について質問した、ドイツのアンナ・シュプレンゲルという高齢のアデプタスの住所も含まれていた。  彼女はそれに答え、ウェストコットと彼の相棒で文書の解読を手伝ったマクレガー・メイザースの要求を受け入れた後、イギリスでGDを運営するための許可書を発行した。  ウェストコットが建てた最初のGD団の聖堂は、No.3の聖堂であるイシス・ウラニア聖堂であった。  No.1の聖堂はリヒト・リーベ・レーベンだったと考えられている。そしてNo.2はおそらくロンドンのとある人物が建てようとした聖堂であり、それは失敗に終わった（数年前におそらくマッケンジーと他のSRIA会員へ言及されている）。 

## 文書についての論争
暗号文書のルーツについては、かなり論争がなされている。 ウェストコットは、シュプレンゲルはドイツ薔薇十字団のアデプタスとしてウェストコットとメイザースに手紙を書きイギリスでGD団を設立する許可を与えたと主張した。メイザースは後に手紙だけは偽造品であることを主張したが、ウェストコットやメイザースが自分たちの手で文書を偽造したわけではないと考えられている。 
ウェストコットの話が正確であるということは学者の間では非常に疑われている。特に、文書が書かれた年代と内容は、多くの論争の的となっている。 
- 文書は1809年を示す透かしの入った紙に書かれているが、1822年にロゼッタ・ストーンが解読されるまで学者に知られていなかったエジプトの壁画へ言及されている[9]
- カバラ的な生命の樹とタロットカードの関係について言及しているが この発想は、エリファス・レヴィによって1855年に示された。[10]

## 考えられる由来
暗号文書の本当の本当の由来に関しては、さまざまな学説が存在している。 中でも一般的なものには次のものがある。
- ウェストコットとメイザースが文書と手紙を自分達で作成し[11] 、彼らの設立するGD団に信憑性を与えるために「薔薇十字団のアデプタス」の起源についての神話を作成した。 [12]
- フリーメーソンで聖職者のAFAウッドフォードは、ロンドンのウェリントンロードの古本書店で暗号文書を見つけ、それが彼の友人であるウェストコットに渡り解読された。 [13]
- シュプレンゲルの手紙はウェストコットが偽造したものだったが、 原稿はケネス・マッケンジーと共に(もしくは片方が)SRIAの他の学者によって書かれた（ウェストコット、メイザースおよびウッドマンには1881年という早い時期に属していた）。 アンナ・シュプレンゲルは、ウェストコットによって新たに設立されたGD団を由緒あるものにするために創作された伝説だった。 ウェストコットは暗号文書の由来の神話を創り出し、より難解な由来を当時のオカルト信仰者たちが重視することを知っていた。 [13][14]
- ドイツの教団の命令はなく、最初のGD団の聖堂はSRIA内の「八人会」と呼ばれる秘密組織による計画だった（ウェストコットが文書を「発見」するまでにすべての会員は死亡していた）。アンナ・シュプレンゲルは実在しなかったが、文書自体は昔から存在し、ヨハン・フォークまで遡ることができ、過去の所有者はフランシス・バレット、 エリファス・レヴィであり、最終的にはマッケンジー、ウッドフォードとSRIA（および八人会)が所持していた。 [3]
- 時にはドイツとオーストリアの秘教（英語版）と呼ばれる、ドイツ薔薇十字団の命令があり、そのためすでに1810年頃に設立されたロンドンに支部を持っていた。 マッケンジーはハンガリーのカウント・アポニーによって始められたドイツの教団の会員であり、そこから暗号に記されている儀式の着想を得た。 [15]
- 文書に書かれている儀式は、SRIAの名誉後援者でありザノニ（英語版）と呼ばれるオカルト小説の作者であるエドワード・ブルワー＝リットンによって、または有名な薔薇十字団の預言者でありオカルト写本の速記者であるフレデリック・ホックレイ（英語版）によって書かれマッケンジーへ伝わった。 [14]
- 暗号文書は正当なものであり、GD団は妥当でより古いユダヤ系の結社で"Loge zur aufgehendenMorgenröthe"と呼ばれる組織の派生であり、これは「朝の明かりの聖堂」 [14] または「夜明けの聖堂」と訳される。 当時、ユダヤ人はフリーメーソンへの参加を禁じられていたため、この教団はドイツのユダヤ人がフリーメーソン風の儀式を行うことを可能にするために設立された。 [16]

いずれにせよ、アンナ・シュプレンゲルまたは彼女の聖堂の存在を証明する証拠はこれまでにない。  （ウェストコットの説明によると、ドイツの教団の他のメンバーは、シュプレンゲルがイシス・ウラニア聖堂の設立を許可したことに異議を唱え、その後の連絡はすべて彼女が亡くなった後断られた。  イシス・ウラニア聖堂は、ウェストコット、メイザースおよびウィリアム・ロバート・ウッドマンのみによって署名された。  「八人会」が存在することを示すマッケンジーによる手紙はあるが、彼らが実際に魔術を教えたり実践したりしたことを説明するものは何もなかった。  暗号文書に含まれる寓意と人生観は、高等なフリーメーソンと薔薇十字主義のものや、およびマッケンジーとS.R.I.Aのメンバーと大差がなく、フリーメーソンの図書館では、それにGD団が続く形にまとめられている。 
しかしながら、提案された暗号文書の由来のいずれかを証明するための決定的な証拠はなく、文書の信憑性とイシス・ウラニア聖堂の出典についての質問は、1900年のGD団の最初の大きな分裂に繋がった。  1901年に、GD団の悶着の中で、メンバーである詩人WBイェイツは内密に"Is the Order of R.R. et A. C. to Remain a Magical Order?"というタイトルのパンフレットを発行した。  暗号写本の本当の起源は、今日に至るまで謎のままである。

## 参照ページ
- en:Esotericism in Germany and Austria